# Jade Johnson
Jade Linsey Johnson (* 7. Juni 1980 in London) ist eine englische Athletin, die sich auf Weitsprung spezialisiert hat.
Johnson wurde Zweite bei den Commonwealth Games 2002. Später gewann sie eine Silbermedaille bei den Leichtathletik-Europameisterschaften 2002 in der Disziplin Weitsprung und 2003 wurde sie bei den Weltmeisterschaften ebenfalls in der Disziplin Weitsprung Vierte.
2008 bei den Olympischen Spielen wurde Johnson 7. im Weitsprung-Finale.